# Contea di Dongzhi
La contea di Dongzhi (东至县S, Dōngzhì XiànP) è una contea della Cina, situata nella provincia dell'Anhui.